# Estádio José Alvalade
Estádio José Alvalade je nogometni stadion u portugalskom glavnom gradu Lisabonu. To je stadion domaćin Sporting Portugal, jednog od najvećih portugalskih nogometnih klubova. Središnji dio tog kompleksa nazvan je Alvalade XXI a uključuje prostor nazvan Alvaláxia u kojem se nalazi 12 kino centara, klupski muzej, sportski paviljon, klinika i poslovna zgrada.

## Povijest
10. lipnja 1956. godine, u Lisabonu je otvoren stadion Estádio José Alvalade. Kapacitet stadiona bio je 52.411 mjesta.
Vlasnik stadiona bio je Jose Alfredo Holtreman Roquette, unuk portugalskog plemića Alfreda Augusta das Neves Holtremana. Ključno obilježje tog stadiona bila je atletska tartan staza.
1983. kada je predsjednik kluba bio John Rocha, stadion je renoviran i znatno poboljšan. Tako je izgrađen bazen i sportski kompleks za druge sportove.
Od velikih koncerata koji su se na njemu odvijali, najznačajniji su koncerti Davida Bowieja 1990. i Pink Floyda 1994.
S vremenom se javlja potreba za izgradnjom, novog, većeg i modernijeg stadiona. Ideja je realizirana 2003. kada je novi Estádio José Alvalade. Tom prilikom zatvoren je stari Estádio José Alvalade.

## Novi stadion
Cijeli stadion s kompleskom Alvalade XXI dizajnirao je portugalski arhitekt Tomás Taveira. Stadion je prvotno projektiran za 40.000 gledatelja, no s vremenom je kapacitet proširen na 50.076 gledatelja. Izgrađena je i podzemna garaža s 1.315 parkirnih mjesta, uključujući i 30 mjesta za invalide.
Također, stadion je i akustički projektiran, tako da je odličan izbor za mjesto na kojem će se odvijati koncerti.
Uz stadion se nalazi klupski kamp Campo Grande u zeleno-žutim bojama.
O samoj kvaliteti stadiona svjedoči pet zvjezdica koje mu je dodijelila UEFA, te spada u "odabrano društvo" UEFA Elite stadiona.
Stadion je službeno otvoren 6. kolovoza 2003. godine s utakmicom Sporting Portugal i Manchester Uniteda. Sporting je pobijedio rezultatom 3:1.
Neke glasine spominju podatak da se na toj utakmici istaknuo Sportingov igrač Cristiano Ronaldo. Iako sam Ronaldo nije impresionirao trenera Fergusona, pri povratku avionom u Englesku, igrači kluba nagovarali su trenera da kupi tada mladog portugalskog igrača. Tako je Cristiano Ronaldo doveden u klub kao jedini igrač u povijesti koji je doveden zbog želja momčadi, a ne trenera.

## Natjecanja
Od velikih europskih nogometnih natjecanja, na Estádio José Alvalade odigran je EURO 2004. koji se održavao u Portugalu i finale Kupa UEFA 2005. godine.
Od utakmica Europskog prvenstva, na stadionu je odigrano pet utakmica prvenstva. Najpoznatija utakmica iz tog turnira, odigrana tamo, je polufinale između domaćina Portugala i Nizozemske. Portugal je pobijedio rezultatom 2:1, a utakmica je proglašena Najbolje organiziranom utakmicom cijelog turnira.
2005. na stadionu je odigrano finale Kupa UEFA u koje su se plasirali Sporting Portugal i CSKA Moskva. Iako je portugalski sastav poveo rezultatom 1:0, golovima Wagnera Lova i drugih igrača ruske momčadi, CSKA pobjeđuje s 3:1 i osvoja Kup UEFA u "Sportingovom domu". Za moskovsku momčad nastupao je Ivica Olić.

### Utakmice Eura 2004.
| 14. lipnja 2004. 19:45                                         |                |          |                                                                                |
| Švedska                                                        | 5:0 (Izvješće) | Bugarska | Estádio José Alvalade, Lisabon Gledatelja: 31.652 Sudac: Mike Riley (Engleska) |
| Ljungberg 32' Larsson 57', 58' Ibrahimović 78' (p) Allbäck 90' |                |          | Estádio José Alvalade, Lisabon Gledatelja: 31.652 Sudac: Mike Riley (Engleska) |

| 20. lipnja 2004. 19:45 |                |                |                                                                                 |
| Španjolska             | 0:1 (Izvješće) | Portugal       | Estádio José Alvalade, Lisabon Gledatelja: 47.491 Sudac: Anders Frisk (Švedska) |
|                        |                | Nuno Gomes 57' | Estádio José Alvalade, Lisabon Gledatelja: 47.491 Sudac: Anders Frisk (Švedska) |

| 23. lipnja 2004. 19:45 |                |                     |                                                                                 |
| Njemačka               | 1:2 (Izvješće) | Portugal            | Estádio José Alvalade, Lisabon Gledatelja: 46.849 Sudac: Terje Hauge (Norveška) |
| Ballack 21'            |                | Heinz 30' Baroš 77' | Estádio José Alvalade, Lisabon Gledatelja: 46.849 Sudac: Terje Hauge (Norveška) |

| 25. lipnja 2004. 19:45 |                |                |                                                                                 |
| Francuska              | 0:1 (Izvješće) | Grčka          | Estádio José Alvalade, Lisabon Gledatelja: 45.390 Sudac: Anders Frisk (Švedska) |
|                        |                | Charisteas 64' | Estádio José Alvalade, Lisabon Gledatelja: 45.390 Sudac: Anders Frisk (Švedska) |

| 30. lipnja 2004. 19:45            |                |             |                                                                                 |
| Portugal                          | 2:1 (Izvješće) | Nizozemska  | Estádio José Alvalade, Lisabon Gledatelja: 46.679 Sudac: Anders Frisk (Tajland) |
| Cristiano Ronaldo 26' Maniche 58' |                | Andrade 63' | Estádio José Alvalade, Lisabon Gledatelja: 46.679 Sudac: Anders Frisk (Tajland) |

### Finale Kupa UEFA 2005.
| 18. svibnja 2005. 20:45 |                |                                           |                                                                                 |
| Sporting Portugal       | 1:3 (Izvješće) | CSKA Moskva                               | Estádio José Alvalade, Lisabon Gledatelja: 47.085 Sudac: Graham Poll (Engleska) |
| Rogério 29'             |                | Berezutski 56' Žirkov 65' Vágner Love 75' | Estádio José Alvalade, Lisabon Gledatelja: 47.085 Sudac: Graham Poll (Engleska) |

### Utakmice portugalske nogometne reprezentacije
| 13. listopada 2004. |     |        |                                                          |
| Portugal            | 7:1 | Rusija | Estádio José Alvalade, Lisabon Gledatelja: 44.258 Sudac: |
|                     |     |        | Estádio José Alvalade, Lisabon Gledatelja: 44.258 Sudac: |

| 24. ožujka 2007. |     |         |                                                          |
| Portugal         | 4:0 | Belgija | Estádio José Alvalade, Lisabon Gledatelja: 48.009 Sudac: |
|                  |     |         | Estádio José Alvalade, Lisabon Gledatelja: 48.009 Sudac: |

| 12. rujna 2007. |     |        |                                                          |
| Portugal        | 1:1 | Srbija | Estádio José Alvalade, Lisabon Gledatelja: 47.000 Sudac: |
|                 |     |        | Estádio José Alvalade, Lisabon Gledatelja: 47.000 Sudac: |

| 10. rujna 2008. |     |        |                                                          |
| Portugal        | 2:3 | Danska | Estádio José Alvalade, Lisabon Gledatelja: 33.406 Sudac: |
|                 |     |        | Estádio José Alvalade, Lisabon Gledatelja: 33.406 Sudac: |

| 11. listopada 2013. |     |        |                                                          |
| Portugal            | 1:1 | Izrael | Estádio José Alvalade, Lisabon Gledatelja: 48.317 Sudac: |
|                     |     |        | Estádio José Alvalade, Lisabon Gledatelja: 48.317 Sudac: |

| 4. rujna 2015. |     |           |                                                          |
| Portugal       | 0:1 | Francuska | Estádio José Alvalade, Lisabon Gledatelja: 39.853 Sudac: |
|                |     |           | Estádio José Alvalade, Lisabon Gledatelja: 39.853 Sudac: |

## Raspodjela mjesta na stadionu
| Mjesta                | Kapacitet |
| Portugal              | Portugal  |
| --------------------- | --------- |
| Mjesta za publiku     | 46.212    |
| BOX mjesta            | 1.512     |
| VIP i poslovna mjesta | 1.968     |
| Počasna mjesta        | 130       |
| Mjesta za invalide    | 50        |
| Mjesta za novinare    | 204       |

## Hrvati na Estádio José Alvalade
Na starom José Alvalade stadionu, 29. rujna 1982., nastupala je šampionska momčad zagrebačkog Dinama iz 1982. Bila je to utakmica Kupa UEFA. Iako je Dinamo kojeg je predvodio Zlatko Kranjčar došao s prednošću od 1:0 (pogodak Cerina), Sporting je porazio "modre" rezultatom 3:0.
I NK Slaven Belupo igrao je na tom stadionu. Doduše, protivnik im nije bio Sporting, nego Belenenses, jer njihov stadion nije zadovoljavao uvjete. U toj utakmici Intertoto kupa, Slaven je bio bolji rezultatom 1:0.
Od hrvatskih igrača koji su igrali na starom Estádio José Alvalade stadionu kao igrači Sportinga, bili su Andrija Balajić i Tomislav Ivković. Dok se Balajić "kratko zadržao", Tomislav Ivković, ondje je proveo tri sezone kao vratar kluba.
Posljednji hrvatski nogometaš, koji je zadnji igrao na starom stadionu Sportinga kao njegov igrač, bio je Petar Krpan, kada je iz NK Osijeka prešao u Sporting Portugal 1999.
Nakon što je izgrađen novi stadion, na njemu je u finalu Kupa UEFA između Sportinga i CSKA Moskve, Ivica Olić nastupao za rusku momčad.

## Cijena izgradnje
Cijena izgradnje stadiona iznosila je 105 milijuna eura, dok cijena izgradnje stadiona zajedno s kompleksom Alvalade XXI iznosi 154 milijuna.

## Prijevoz
Do stadiona se može doći gradskim metroom i autobusnom linijom koja vodi do stadiona. Ako se odluči do stadiona doći automobilom, može se krenuti autocestom Segunda Circular, najprometnijom autocestom u Lisabonu. Autocesta prolazi pokraj stadiona, te treba skrenuti na izlazu Estádio de Alvalade. Automobil se može parkirati u stadionskoj podzemnoj garaži, ali i na parkiralištu pokraj stadiona.

## Vanjske poveznice
- Informacije o stadionu
- Stadion na klupskim web stranicama  Arhivirana inačica izvorne stranice od 4. listopada 2009. (Wayback Machine)